# Hôtel Terminus
Hôtel Terminus  é um documentário realizado em 1988 dirigido por Marcel Ophüls. Com 267 minutos de duração, apresenta a vida completa do crimonoso de guerra nazista Klaus Barbie, agente da Gestapo em Lyon. 
Venceu o Oscar de melhor documentário.